# Roswell, New Mexico (Fernsehserie)
Roswell, New Mexico ist eine US-amerikanische Science-Fiction-Fernsehserie von Carina Adly Mackenzie, die von 2019 bis 2022 für The CW produziert wurde. Sie basiert auf der Buchserie Roswell High, geschrieben von Laura J. Burns und Melinda Metz, und ist ein Reboot zu der The-WB-Fernsehserie Roswell (1999–2002).
In Deutschland wird die Serie seit Mai 2022 auf Sixx ausgestrahlt.

## Handlung
Zehn Jahre nach ihrem Highschool-Abschluss kehrt die Forscherin auf dem Gebiet der Biomedizin Liz Ortecho in ihre Heimatstadt Roswell zurück. Kaum angekommen, wird sie mit ihrer Vergangenheit konfrontiert: Ihre Schwester Rosa starb bei einem Autounfall und riss Unschuldige mit in den Tod. Seitdem ist die mexikanische Einwandererfamilie unbeliebt und ihr Vater Arturo wird regelmäßig Opfer von Anschlägen. Liz hilft im familiengeführten Restaurant als Kellnerin aus, als sie selbst Opfer eines Anschlags wird. Zu Hilfe eilt Liz ihr Jugendschwarm Max Evans, der mittlerweile als Polizist in Roswell arbeitet. Er rettet ihr auf unerklärliche Weise das Leben. Liz kommt dahinter, dass Max ein Außerirdischer ist, der seine besonderen Fähigkeiten sein ganzes Leben lang geheim gehalten hat.
Liz hilft ihm, sein Geheimnis zu verbergen und Nachforschungen über seine Herkunft anzustellen. Sie erfährt, dass Max, seine Schwester Isobel und Michael einen Absturz im Jahr 1947 überlebt haben und 50 Jahre später aus Kapseln auf die Welt kamen. Isobel und Michael sind nicht begeistert, dass Liz über ihre geheime Identität Bescheid weiß. Gemeinsam kommen sie weiteren Außerirdischen auf die Spur sowie einer langfristigen Vertuschungsaktion der Regierung.

## Hintergrund
Im Januar 2018 wurde eine Pilotfolge von The CW bestellt, die unter der Regie von Julie Plec entstehen soll und von den Produktionsfirmen Amblin Television, My So-Called Company, Bender Brown Productions, CBS Television Studios und Warner Bros. Television produziert wird. Als Executive Producer sind Justin Falvey, Darryl Frank, Lawrence Bender und Kevin Kelly Brown an Bord. Die Fernsehserie ist als Reboot zu Roswell angelegt und basiert wie diese auf der Romanreihe Roswell High von Laura J. Burns und Melinda Metz. Die zentralen Hauptrollen wurden im Februar und März 2018 mit Jeanine Mason, Michael Trevino, Tyler Blackburn und Nathan Parsons besetzt. Gedreht wurde die Pilotfolge im März 2018 in Albuquerque und Santa Fe, New Mexico.
Im Mai 2018 wurde eine erste Staffel bestellt, die ab August 2018 in Las Vegas und Santa Fe, New Mexico, gedreht wurde. Am 24. April 2019 wurde die Serie um eine zweite Staffel verlängert. Amber Midthunder, die in der ersten Staffel eine Nebenrolle spielte, wurde mit der zweiten Staffel zu einer Hauptdarstellerin befördert. Im Oktober 2019 wurde während der New York Comic Con bekannt, dass Jason Behr, der Hauptdarsteller des Max Evans in der Ursprungsserie Roswell, eine Nebenrolle in der zweiten Staffel übernehmen wird. Eine dritte Staffel wurde im Januar 2020 bestellt. Noch vor Veröffentlichung der dritten Staffel wurde die Serie im Februar 2021 um eine vierte Staffel verlängert. Im Mai 2022 wurde bekannt gegeben, dass die Serie nach der vierten Staffel eingestellt wird.

## Besetzung und Synchronisation
Die deutsche Synchronisation entstand nach einem Dialogbuch von Annemarie Vogel, Julia Kantner und Peter Baatz-Mechler unter der Dialogregie von Peter Baatz-Mechler durch die Synchronfirma Arena Synchron GmbH in Berlin.
| Hauptfigur                          | Darsteller       | Deutscher Sprecher |
| ----------------------------------- | ---------------- | ------------------ |
| Liz Ortecho                         | Jeanine Mason    | Alice Bauer        |
| Max Evans                           | Nathan Parsons   | Ricardo Richter    |
| Michael Guerin                      | Michael Vlamis   | Tim Schwarzmaier   |
| Isobel Evans                        | Lily Cowles      | Julia Kaufmann     |
| Alex Manes                          | Tyler Blackburn  | Jeremias Koschorz  |
| Maria DeLuca                        | Heather Hemmens  | Josephine Schmidt  |
| Kyle Valenti                        | Michael Trevino  | Julien Haggège     |
| Jesse Manes (St. 1–2)               | Trevor St. John  | Robin Kahnmeyer    |
| Noah Bracken (St. 1)                | Karan Oberoi     | Fabian Oscar Wien  |
| Rosa Ortecho (St. 1 als Nebenfigur) | Amber Midthunder | Daniela Molina     |

| Nebenfigur                     | Darsteller          | Auftritte       | Deutscher Sprecher |
| ------------------------------ | ------------------- | --------------- | ------------------ |
| Michelle Valenti               | Rosa Arredondo      | 1.01–           | Carolina Vera      |
| Arturo Ortecho                 | Carlos Compean      | 1.01–           | Carlos Lobo        |
| Jenna Cameron                  | Riley Voelkel       | 1.02–2.13       | Rubina Nath        |
| Wyatt Long                     | Dylan McTe          | 1.02–           | Lasse Dreyer       |
| Mimi DeLuca                    | Sherri Saum         | 1.07–           |                    |
| Ann Evans                      | Claudia Black       | 1.08, 2.01–2.02 |                    |
| Nora Truman                    | Kayla Ewell         | 1.12, 2,03 -    | Giuliana Jakobeit  |
| Steph                          | Justina Adorno      | 2.02–           | Lea Kalbhenn       |
| Forrest Long                   | Christian Antidormi | 2.04–3.01       | Tobias Diakov      |
| Tripp Manes                    | Jason Behr          | 2.03–           | Gerrit Schmidt-Foß |
| Grace Powell / Charlie Cameron | Jamie Clayton       | 2.08–           |                    |
| Gregory Manes                  | Tanner Novlan       | 2.10–           |                    |
| Diego                          | Cleo Anthony        | 2.10–           |                    |
| Heath Tuchman                  | Steven Krueger      | 3.01–           |                    |
| Heath Tuchman                  | Michael Grant Terry | 3.03–3.05       |                    |

## Ausstrahlung
Die erste Staffel wurde zwischen dem 15. Januar und dem 23. April 2019 auf dem Fernsehsender ausgestrahlt. Die Premiere lief hierbei im Anschluss an The Flash. Die zweite Staffel begann am 16. März und endete am 15. Juni 2020. Die dritte Staffel startete am 26. Juli und endete am 11. Oktober 2021.
Die deutsche Erstausstrahlung der ersten Staffel erfolgte vom 24. Mai bis 5. Juli 2022 auf Sixx, die zweite Staffel begann dort am 5. Juli 2022.

## Episodenliste

### Staffel 1
| Nr. (ges.) | Nr. (St.) | Deutscher Titel              | Originaltitel                    | Erstausstrahlung USA | Deutschsprachige Erstausstrahlung (D) | Regie                   | Drehbuch                                                        |
| ---------- | --------- | ---------------------------- | -------------------------------- | -------------------- | ------------------------------------- | ----------------------- | --------------------------------------------------------------- |
| 1          | 1         | Die Rückkehr                 | Pilot                            | 15. Jan. 2019        | 24. Mai 2022                          | Julie Plec              | Carina Adly Mackenzie                                           |
| 2          | 2         | Bittere Entdeckung           | So Much for the Afterglow        | 22. Jan. 2019        | 24. Mai 2022                          | Tim Andrew              | Eva McKenna & Carina Adly MacKenzie                             |
| 3          | 3         | Es bricht mir das Herz       | Tearin' Up My Heart              | 29. Jan. 2019        | 31. Mai 2022                          | Geoff Shotz             | Rick Montano & Vincent Ingrao                                   |
| 4          | 4         | Sag mir, wo die Cowboys sind | Where Have All the Cowboys Gone? | 5. Feb. 2019         | 31. Mai 2022                          | Lance Anderson          | Sabir Pirzada & Christopher Hollier                             |
| 5          | 5         | Sag nichts                   | Don't Speak                      | 12. Feb. 2019        | 7. Juni 2022                          | Jeffrey Hunt            | Adam Lash & Cori Uchida                                         |
| 6          | 6         | Wer sind wir?                | Smells Like Teen Spirit          | 26. Feb. 2019        | 7. Juni 2022                          | Tim Andrew              | Eva McKenna & Carina Adly MacKenzie                             |
| 7          | 7         | Unübersehbare Zeichen        | I Saw the Sign                   | 5. März 2019         | 14. Juni 2022                         | Paul Wesley             | Miguel Nolla & Christopher Hollier                              |
| 8          | 8         | Fast tot                     | Barely Breathing                 | 2. März 2019         | 14. Juni 2022                         | Ruba Nadda              | Glenn Farrington & Kamran Pasha                                 |
| 9          | 9         | Die Wunderheilerin           | Songs About Texas                | 19. März 2019        | 21. Juni 2022                         | Shiri Appleby           | Sabir Pirzada & Carina Adly MacKenzie                           |
| 10         | 10        | Erinnerungen                 | I Don't Want to Miss a Thing     | 26. März 2019        | 21. Juni 2022                         | Lance Anderson          | Rick Montano & Vincent Ingrao                                   |
| 11         | 11        | Die große Gala               | Champagne Supernova              | 9. Apr. 2021         | 28. Juni 2022                         | Edward Ornelas          | Adam Lash & Cori Uchida                                         |
| 12         | 12        | Warum sind wir hier?         | Creep                            | 16. Apr. 2019        | 28. Juni 2022                         | Dawn Wilkinson          | Steve Stringer & Christopher Hollie                             |
| 13         | 13        | Die Entdeckung               | Recovering the Satellites        | 23. Apr. 2019        | 5. Juli 2022                          | Julie Plec & Tim Andrew | Eva McKenna & Carina Adly Mackenzie Idee: Carina Adly Mackenzie |

### Staffel 2
| Nr. (ges.) | Nr. (St.) | Deutscher Titel          | Originaltitel                                 | Erstausstrahlung USA | Deutschsprachige Erstausstrahlung (D) | Regie               | Drehbuch                                                                                            |
| ---------- | --------- | ------------------------ | --------------------------------------------- | -------------------- | ------------------------------------- | ------------------- | --------------------------------------------------------------------------------------------------- |
| 14         | 1         | Bleib!                   | Stay (I Missed You)                           | 16. März 2020        | 5. Juli 2022                          | Lance Anderson      | Carina Adly Mackenzie                                                                               |
| 15         | 2         | Böse Geister             | Ladies and Gentlemen We Are Floating in Space | 23. März 2020        | 12. Juli 2022                         | Lance Anderson      | Eva McKenna                                                                                         |
| 16         | 3         | Eine gute Mutter         | Good Mother                                   | 30. März 2020        | 12. Juli 2022                         | Jeffrey Hunt        | Deirdre Mangan & Carina Adly Mackenzie                                                              |
| 17         | 4         | Der Glaube an Wunder     | What If God Was One of Us?                    | 6. Apr. 2020         | 19. Juli 2022                         | Shiri Appleby       | Steve Stringer & Christopher Hollier                                                                |
| 18         | 5         | Für immer bei dir        | I'll Stand By You                             | 13. Apr. 2020        | 19. Juli 2022                         | Kimberly McCullough | Alanna Bennett & Jason Gavin                                                                        |
| 19         | 6         | Sternschnuppennacht      | Sex and Candy                                 | 20. Apr. 2020        | 26. Juli 2022                         | Geoff Shotz         | Rick Montano & Vincent Ingrao                                                                       |
| 20         | 7         | Helena                   | Como La Flor                                  | 5. März 2019         | 26. Juli 2022                         | Barbara Brown       | Danny Tolli & Carolina Rivera                                                                       |
| 21         | 8         | Die Familien-Kette       | Say It Ain't So                               | 4. Mai 2020          | 2. Aug. 2022                          | Rachel Raimist      | Eva McKenna & Christopher Hollier                                                                   |
| 22         | 9         | Der Diner                | The Diner                                     | 11. Mai 2020         | 2. Aug. 2022                          | Aisha Tyler         | Steve Stringer, Alanna Bennett & Carina Adly Mackenzie Idee: Steve Stringer & Carina Adly Mackenzie |
| 23         | 10        | Zwei Sterne auf der Erde | American Woman                                | 18. Mai 2020         | 9. Aug. 2022                          | Marcus Stokes       | Rick Montano & Vincent Ingrao & Jason Gavin                                                         |
| 24         | 11        | Täuschungsmanöver        | Linger                                        | 1. Juni 2020         | 9. Aug. 2022                          | Franklin Vallette   | Ariana Quiñónez & Deirdre Mangan                                                                    |
| 25         | 12        | Alles für den Ruhm       | Crash Into Me                                 | 8. Juni 2020         | 16. Aug. 2022                         | Joanna Kerns        | Danny Tolli & Carolina Rivera                                                                       |
| 26         | 13        | Mr. Jones                | Mr. Jones                                     | 15. Juni 2020        | 16. Aug. 2022                         | Jeffrey Hunt        | Christopher Hollier & Carina Adly Mackenzie                                                         |

### Staffel 3
| Nr. (ges.) | Nr. (St.) | Deutscher Titel               | Originaltitel                   | Erstausstrahlung USA | Deutschsprachige Erstausstrahlung (D) | Regie              | Drehbuch                                        |
| ---------- | --------- | ----------------------------- | ------------------------------- | -------------------- | ------------------------------------- | ------------------ | ----------------------------------------------- |
| 27         | 1         | Die Wahrheit                  | Hands                           | 26. Juli 2021        | 23. März 2023                         | Lance Anderson     | Carina Adly Mackenzie                           |
| 28         | 2         | Der Erbe                      | Give Me One Reason              | 2. Aug. 2021         | 23. März 2023                         | Lance Anderson     | Eva McKenna & Deirdre Mangan                    |
| 29         | 3         | Für immer verbunden           | Black Hole Sun                  | 9. Aug. 2021         | 23. März 2023                         | Aprill Winney      | Eva McKenna & Onalee Hunter-Hughes              |
| 30         | 4         | Geteilte Erinnerungen         | Walk on the Ocean               | 16. Aug. 2021        | 23. März 2023                         | Aprill Winney      | Onalee Hunter-Hughes & Christopher Hollier      |
| 31         | 5         | Asche, soweit das Auge reicht | Killing Me Softly with His Song | 23. Aug. 2021        | 23. März 2023                         | Rachel Raimis      | Alanna Bennett & Danny Tolli                    |
| 32         | 6         | Wo ist Kyle?                  | Bittersweet Symphony            | 30. Aug. 2021        | 23. März 2023                         | Rachel Raimist     | Steve Stringer & Leah Longoria                  |
| 33         | 7         | Stück für Stück               | Goodnight Elizabeth             | 6. Sep. 2021         | 23. März 2023                         | Heather Hemmens    | Kristen Haynes & Christopher Hollier            |
| 34         | 8         | Befreie deinen Geist          | Free Your Mind                  | 13. Sep. 2021        | 23. März 2023                         | Ben Hernandez Bray | Ashley Charbonnet & Joel Thompson               |
| 35         | 9         | Im letzten Moment             | Tones of Home                   | 20. Sep. 2021        | 23. März 2023                         | America Young      | Alanna Bennett & Leah Longoria & Steve Stringer |
| 36         | 10        | Theos Gleichung               | Angels of the Silences          | 27. Sep. 2021        | 23. März 2023                         | Laura Petzke       | Danny Tolli & Onalee Hunter-Hughes              |
| 37         | 11        | Ein Opfer für alle            | 2 Became 1                      | 4. Okt. 2021         | 23. März 2023                         | Laura Petzke       | Eva McKenna                                     |
| 38         | 12        | Lose Enden                    | I Ain't Goin' Out Like That     | 11. Okt. 2021        | 23. März 2023                         | Lance Anderson     | Isabel Nelson & Danny Tolli                     |
| 39         | 13        | Never Let You Go              | Never Let You Go                | 11. Okt. 2021        | 23. März 2023                         | Lance Anderson     | Christopher Hollier                             |

### Staffel 4
| Nr. (ges.) | Nr. (St.) | Deutscher Titel | Originaltitel               | Erstausstrahlung USA | Deutschsprachige Erstausstrahlung (—) | Regie              | Drehbuch                                     |
| ---------- | --------- | --------------- | --------------------------- | -------------------- | ------------------------------------- | ------------------ | -------------------------------------------- |
| 40         | 1         | —               | Steal My Sunshine           | 6. Juni 2022         | —                                     | Lance Anderson     | Christopher Hollier                          |
| 41         | 2         | —               | Fly                         | 13. Juni 2022        | —                                     | Lance Anderson     | Sarah Tarkoff & Danny Tolli                  |
| 42         | 3         | —               | Subterranean Homesick Alien | 20. Juni 2022        | —                                     | America Young      | Joel Anderson Thompson & Leah Longoria       |
| 43         | 4         | —               | Dear Mama                   | 27. Juni 2022        | —                                     | Ben Hernandez Bray | Ashley Charbonnet & Onalee Hunter-Hughes     |
| 44         | 5         | —               | You Get What You Give       | 11. Juli 2022        | —                                     | Christine Swanson  | Kristen Haynes & Christopher Hollier         |
| 45         | 6         | —               | Kiss From a Rose            | 18. Juli 2022        | —                                     | Michael Grossman   | Sarah Tarkoff & Steve Stringer               |
| 46         | 7         | —               | Dig Me Out                  | 25. Juli 2022        | —                                     | Eric Sherman       | Isabel Nelson & Joel Anderson Thompson       |
| 47         | 8         | —               | Missing My Baby             | 1. Aug. 2022         | —                                     | Antonio Negret     | Ariana Quiñónez & Danny Tolli                |
| 48         | 9         | —               | Wild Wild West              | 8. Aug. 2022         | —                                     | Michael Trevino    | Leah Longoria & Onalee Hunter Hughes         |
| 49         | 10        | —               | Down in a Hole              | 15. Aug. 2022        | —                                     | Aprill Winney      | Ashley Charbonnet & Sarah Tarkoff            |
| 50         | 11        | —               | Follow You Down             | 22. Aug. 2022        | —                                     | Heather Hemmens    | Steve Stringer & Danny Tolli                 |
| 51         | 12        | —               | Two Sparrows in a Hurricane | 29. Aug. 2022        | —                                     | John Hyams         | Jenny Phillips & Onalee Hunter Hughes        |
| 52         | 13        | —               | How's It Going to Be        | 5. Sep. 2022         | —                                     | Lance Anderson     | Joel Anderson Thompson & Christopher Hollier |